# Indrit Tuci
Indrit Tuci (Lezhë, 14 de septiembre de 2000) es un futbolista albanés que juega en la demarcación de delantero para el Kayserispor de la Superliga de Turquía.

## Selección nacional
Tras jugar en las categorías inferiores de la selección, finalmente el 11 de octubre de 2024 hizo su debut con la selección de Albania en un partido de la Liga de Naciones de la UEFA 2024-25 contra República Checa que finalizó con un resultado de 2-0 a favor del combinado ucraniano tras un doblete de Tomáš Chorý.

## Clubes
| Club                 | País            | Año       | Partidos | Goles |
| -------------------- | --------------- | --------- | -------- | ----- |
| NK Lokomotiva Zagreb | Croacia         | 2019-2023 | 105      | 21    |
| AC Sparta Praga      | República Checa | 2024-2025 | 29       | 4     |
| Kayserispor          | Turquía         | 2025-     |          |       |

## Palmarés

### Títulos nacionales
| Título                               | Club               | País            | Año  |
| ------------------------------------ | ------------------ | --------------- | ---- |
| Liga de Fútbol de la República Checa | A. C. Sparta Praga | República Checa | 2024 |
| Copa de la República Checa           | A. C. Sparta Praga | República Checa | 2024 |